# Sökarna

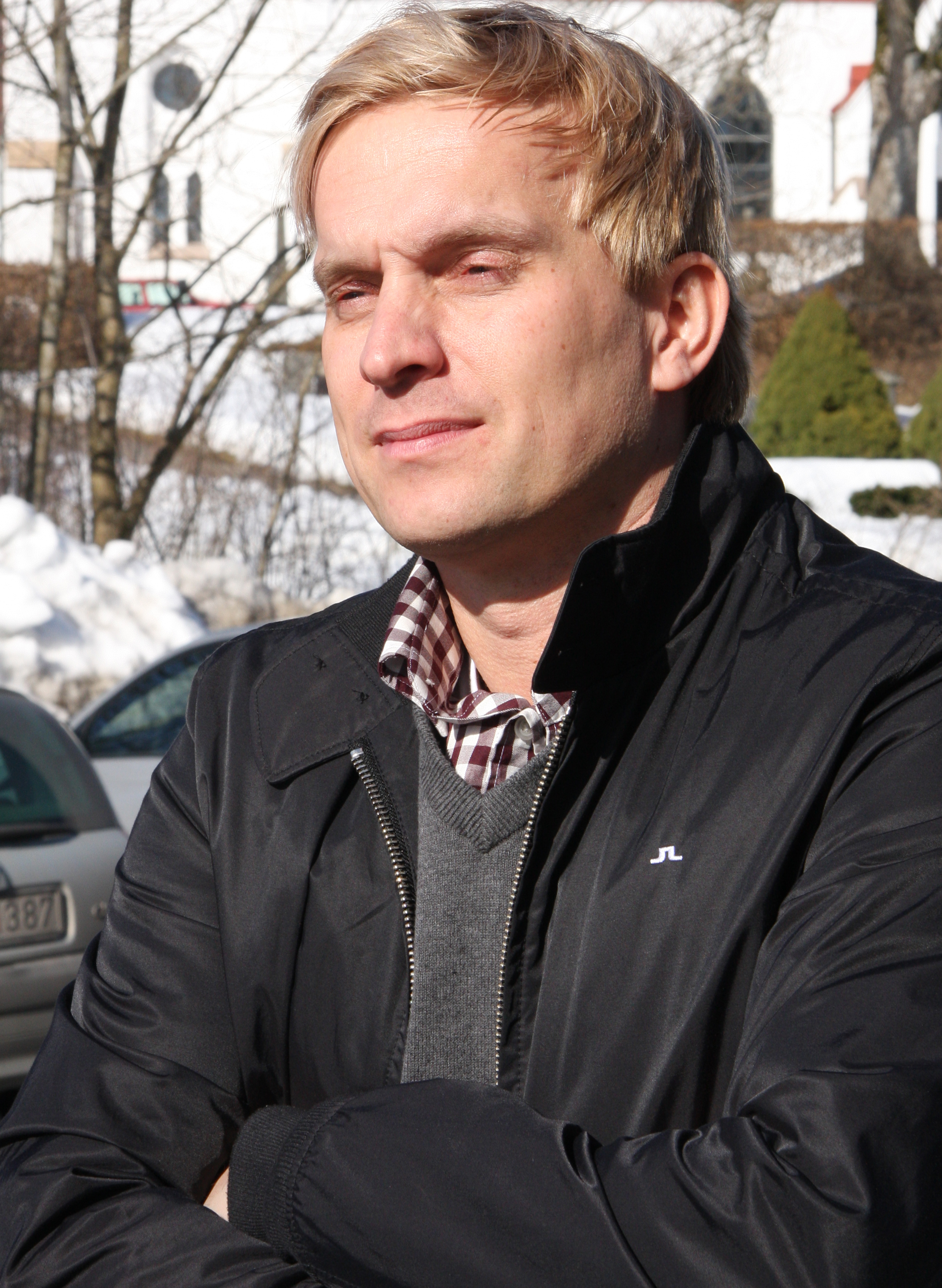
Liam Norberg har rollen som Jocke i filmen.

Sökarna är en svensk film från 1993 i regi av Daniel Fridell och Peter Cartriers.

## Handling
Jocke (Liam Norberg) bor i en av Stockholms tuffare förorter. Han råkar ständigt i bråk i skolan och hans helgkvällar i city präglas av våld. Jocke åker fast och döms till fängelse, där han blir bekant med Tony (Thorsten Flinck). När de suttit av sina straff, genomför de en hel serie rån. 
Filmen speglar värstinggrabbarnas tillvaro där kriminalitet, våld och droger är vardagsmat. Dialogen präglas i hög grad av svordomar och könsord.

## Om filmen
Sökarna regisserades av Daniel Fridell och Peter Cartriers. Filmen innebar ett genombrott för den svenska hiphopgruppen Infinite Mass som framförde låten "Shoot the Racist" (sedermera "Area Turns Red").
Filmen utspelar sig i en icke namngiven stad och inga namn på stadsdelar eller kända platser figurerar utom "Plattan" som omnämns och visas en gång. Polisbilarna och poliserna ser inte ut som sin samtida svenska motsvarigheter utan har en egen färgsättning och symbol. Staden överlag framstår som laglös och rå och det ligger sopor överallt.
Filmen blev även uppmärksammad i medier när Liam Norberg som spelar den kriminelle Jocke i filmen åkte fast för ett mordförsök och rån i Göteborg. Detta hände 1991 men han häktades två år senare och dömdes till fängelse och släpptes 1999 efter att ha suttit av två fängelsedomar, bland annat Sveriges genom tiderna största värdetransportrån, rånet mot Gotabanken 1990, som han dömdes för 1996.
Sökarna blev den sista svenska filmen som censurerats av Statens biografbyrå. De censurerade scenerna i filmen är "Kraftig gruppmisshandel av man", "Misshandel, oralsex, vattensprut mot kvinna” och "Blodig skallning av man".
När Liam Norberg släppts från fängelset diskuterades en trilogi och att två uppföljare påbörjats parallellt 2001. Den andra filmen, Sökarna – Återkomsten, hade premiär direkt på DVD 2006 men utan inblandning av Daniel Fridell. Däremot var de båda inblandade i filmen Blodsbröder från 2005.

## Rollista i urval
- Liam Norberg – Jocke Vanås
- Ray Jones IV – Ray Lopez
- Thorsten Flinck – Kola-Tony
- Malou Bergman – Helen
- Jonas Karlsson – Gurra
- Musse Hasselvall – Andy
- Percy Bergström – Mange, Helens bror
- Örjan Ramberg – studierektor
- Per-Gunnar Hylén – Mike
- Marika Lindström – Helens mamma
- Yvonne Schaloske – Anita, Jockes mamma
- Christer Söderlund – Gurras pappa
- Fredrik Ohlsson – Jojje, konferencier på Galaxy
- Jan Nygren – Erik, rektor
- Per Sandborgh – Porr-Bengt
- Mikael Marticki – Jean, religionslärare
- Mattias Löw – elev
- Saga Sjöberg – gumma i soprum
- Frida Hallgren – Sara
- Rebecka Hemse – Petra, Saras kompis
- Staffan Hildebrand – tunnelbaneförare
- Robert Wåtz – sig själv
- Kenneth Kvarnström – djävulen
- Tommie Barte – naken granne
- Rasmus Lindwall – artist
- Paolo Roberto – fientlig intern
- Milan Sevo – Mikes livvakt
- Caroline af Ugglas – sångerska på gatan
- Goran Marjanovic – turken
- E-Type – som sig själv på en av festerna
- Anna Book – som sig själv på en av festerna
- Gurra G – som sig själv på en av festerna
- Pedda P – som sig själv på en av festerna

## Musik i filmen
- Original soundtrack, kompositör Elia David Cmiral (musiker: André Ferrari, Per Magnus Byström)
- Big City Life, kompositör Robert Wåtz, text Robert Wåtz, Rasmus Lindwall och David Seisay
- You Can Have Her, kompositör och engelsk text Bill Cook, svensk text Stig Rossner, sång Yvonne Schaloske med flera
- Quem te viu, quem te vê (Deidres samba), kompositör och portugisisk text Chico Buarque, svensk text Cornelis Vreeswijk, sång Yvonne Schaloske
- Kom till mig, kompositör och text Michel Miglis, sång Michel och Sandra
- Shoot the Racist, kompositör Rock Ski och Rathe, text Amir Chamdin, Bechir Eklund och Rathe
- Trouble Row, kompositör Karl La Corbiniere, text Karl La Corbiniere, Andreas Melin och Janne Schaffer
- United Power, kompositör Benny Jansson, text Benny Jansson, Thomas Brandt och Björn Jansson
- Far Away from Home, kompositör och text Peter Cartriers, sång Caroline af Ugglas
- Lost Generation, kompositör Benny Jansson och Thomas Brandt, text Kent Westerberg framförs av Chillie White
- Techno Is Dead, kompositör Johan Ekhé, text Johan Ekhé, Olle Linder, Johan Carlberg, Gustaf Ljunggren och Niklas Ohlsson Gabrielsson
- Wheel of Fortune, kompositör Joker, text Joker och Buddha
- Happy, kompositör Anders Bagge, text Anders Bagge och Meja Beckman
- Vart du än går, kompositör och text Orup, sång Kayo och Orup
- Thing Called Love, kompositör och text Douglas Carr, sång Kayo
- Piece of Me, kompositör och text Michel Miglis